# Odontepyris
Odontepyris – rodzaj błonkówek z rodziny płaszczykowatych i podrodziny Bethylinae. Obejmuje 42 opisane gatunki.

## Morfologia
Błonkówki o dużych jak na przedstawicieli podrodziny rozmiarach. Głowa jest zaopatrzona w dobrze rozwinięte oczy złożone oraz przyoczka. Czułki mają biczyki zbudowane z jedenastu członów. Nadustek ma duży, trójkątny do prawie trójkątnego płat środkowy. Żeberko nadustka wchodzi ku górze daleko na czoło. Aparat gębowy cechuje się krótkimi i grubymi żuwaczkami o czterech ostrych zębach wierzchołkowych, zbudowanymi z pięciu członów głaszczkami szczękowymi oraz trójczłonowymi głaszczkami wargowymi. Przedplecze ma tylny brzeg grzbietowej powierzchni pośrodku odgięty. Mezosoma zawsze pozbawiona jest notaulusów. Mezopleury są duże, niekiedy zaopatrzone w ząbkowany wyrostek. Użyłkowanie skrzydła przedniej pary charakteryzuje się obecnością prestigmy, dużą pterostigmą, otwartą od strony szczytowej komórką 2R1, wykształconą komórką 1M oraz sektorem radialnym (Rs) dłuższym od żyłki Rs+M. Kompleks metapektalno-propodealny odznacza się parą dołków w częściach nasadowo-zewnętrznych, wykształconymi listewkami dyskową, tylną poprzeczną i środkową metapostnotalną oraz brakiem pary dołków na przedzie. Pomostek zaopatrzony jest w kompletną listewkę brzuszną. U obu płci na metasomie widocznych jest osiem tergitów i tyle samo sternitów.

## Ekologia i występowanie
Owady te są zewnętrznymi parazytoidami gąsienic motyli z rodzin omacnicowatych, płożkowatych i sówkowatych.
Przedstawiciele rodzaju rozmieszczeni są w krainach orientalnej, australijskiej, palearktycznej i etiopskiej z Madagaskarem włącznie; najliczniej reprezentowani są w pierwszej z wymienionych.

## Taksonomia
Takson ten wprowadzony został w 1904 roku przez Jean-Jacquesa Kieffera. Według wyników analiz filogenetycznych Magna S. Ramosa i Celsa O. Azevedy z 2020 roku oraz  Diega N. Barbosy i Gabriela A.R. Melo z 2023 roku omawiany rodzaj zajmuje pozycję siostrzaną dla Prosierola, tworząc z nim klad siostrzany dla Crassibethylus.
Do rodzaju tego zalicza się 42 opisane gatunki:

- Odontepyris acrius Alencar et Azevedo, 2011
- Odontepyris acutus Lim, 2013
- Odontepyris argyriae Kurian, 1954
- Odontepyris batrae Kurian, 1955
- Odontepyris bedus Alencar et Azevedo, 2011
- Odontepyris cameroni (Kieffer, 1914)
- Odontepyris cardamomensis Lim, 2013
- Odontepyris cirphi Kurian, 1955
- Odontepyris concavus Lim, 2013
- Odontepyris cynpus Alencar et Azevedo, 2011
- Odontepyris erucarus (Szelenyi, 1958)
- Odontepyris escus Alencar et Azevedo, 2011
- Odontepyris flavinervis Kieffer, 1904
- Odontepyris formosicola Terayama, 1997
- Odontepyris fudoh Terayama, 2006
- Odontepyris fujianus Xu, He et Terayama, 2002
- Odontepyris fuscicrus (Kieffer, 1907)
- Odontepyris hainanus Xiao et Xu, 2008
- Odontepyris hypsipylae (Kurian, 1955)
- Odontepyris indicus (Kurian, 1954)
- Odontepyris japonicus Terayama, 2006
- Odontepyris koreanus Terayama, 1997
- Odontepyris liukueiensis Terayama, 1997
- Odontepyris mandibularis Krombein, 1996
- Odontepyris marishi Terayama, 1999
- Odontepyris moldavicus (Nagy, 1976)
- Odontepyris muesebecki Krombein, 1996
- Odontepyris obtusus Xu et He, 2006
- Odontepyris orientalis Gorbatovsky, 1995
- Odontepyris ovatus Xu et He, 2006
- Odontepyris peringueyi (Kieffer, 1913)
- Odontepyris prolatus Lim, 2013
- Odontepyris quadrifoveatus (Muesebeck, 1934)
- Odontepyris ruficeps Kieffer, 1906
- Odontepyris ruficrus Krombein, 1996
- Odontepyris rufipedis Xu et He, 2006
- Odontepyris taiwanus Terayama, 1997
- Odontepyris telortis Lim et Lee, 2009
- Odontepyris transvaalensis (Buysson, 1897)
- Odontepyris ventralis Krombein, 1966
- Odontepyris waterhousei (Kieffer, 1907)
- Odontepyris xanthoneurus (Kieffer, 1911)